# Гамогма Занаті
Гамогма Занаті (груз. გამოღმა ზანათი) — село в Грузії.
За даними перепису населення 2014 року в селі проживає 691 особи.